# Anabarilius polylepis
Anabarilius polylepis és una espècie de peix cipriniforme de la família dels ciprínids.

## Distribució geogràfica
Es troba a Yunnan (Xina).